# Michael Sonnentag
Michael Sonnentag (* 1969 in Aalen) ist ein deutscher Jurist und Hochschullehrer an der Universität Potsdam.

## Leben
Nach dem Abitur am Parler-Gymnasium in Schwäbisch Gmünd 1988 begann Sonnentag im selben Jahr ein Studium der Rechtswissenschaften an der Universität Heidelberg. Dort legte er 1993 sein Erstes Juristisches Staatsexamen ab. Es folgte das Referendariat am Landgericht Heidelberg. 1995 legte er in Stuttgart sein Zweites Staatsexamen ab. Im Anschluss arbeitete er als wissenschaftlicher Mitarbeiter bei Manfred Wandt an der Universität Frankfurt am Main. Dort promovierte Sonnentag im November 2000 mit summa cum laude zum Dr. iur. Von 2004 bis 2006 war er wissenschaftlicher Assistent am Institut für ausländisches und internationales Privatrecht an der Universität Freiburg. Seine Habilitation vollendete Sonnentag 2011 wiederum in Frankfurt am Main, wodurch ihm die Venia legendi für die Fächer Bürgerliches Recht, Europäisches und Internationales Privatrecht, Rechtsvergleichung und Zivilprozessrecht verliehen wurde.
Von 2001 bis 2003 sowie von 2007 bis September 2012 war Sonnentag außerdem als Richter tätig, und zwar am Landgericht Bonn sowie den Amtsgerichten in Siegburg und Königswinter.
Vom Sommersemester 2007 bis zum Sommersemester 2013/2014 hatte Sonnentag jeweils Lehraufträge an der Universität Frankfurt am Main, im Sommersemester 2012 sowie 2013 außerdem an der Universität Trier für das Recht des Internationalen Handels inne. Im Wintersemester 2012/2013 vertrat Sonnentag in Frankfurt am Main einen Lehrstuhl, im Sommersemester 2013 an der Universität Heidelberg. Im Sommersemester 2013 hatte er neben der Vertretung sowie dem erwähnten Lehrauftrag in Trier einen weiteren Lehrauftrag an der Universität Würzburg. Vom Wintersemester 2013/14 bis zum Sommersemester 2021 war Sonnentag Professor für Privatrecht an der Universität Würzburg. Seit dem Wintersemester 2021/2022 ist er Inhaber des Lehrstuhls für Bürgerliches Recht und Internationales Privatrecht an der Universität Potsdam. In dieser Funktion leitet er auch einen der ältesten und den – was die Anzahl der Absolventen betrifft – zahlenmäßig größten Deutsch-Französischen Studiengang Rechtswissenschaften zwischen den Universitäten Potsdam und Paris Nanterre. Sonnentag hatte zudem bereits mehrfach Gastprofessuren an den Universitäten Lyon 2 – Lumière sowie Paris Nanterre inne. Seit dem Wintersemester 2022/2023 ist er außerdem Studiendekan der Juristischen Fakultät der Universität Potsdam.

## Veröffentlichungen (Auswahl)
- Der Renvoi im Internationalen Privatrecht. Mohr Siebeck, Tübingen 2001, ISBN 978-3-16-147664-8. (Dissertation)
- Das Rückgewährschuldverhältnis. Mohr Siebeck, Tübingen 2016, ISBN 978-3-16-151925-3. (Habilitationsschrift)
- Die Konsequenzen des Brexits für das Internationale Privat- und Zivilverfahrensrecht. Mohr Siebeck, Tübingen 2017, ISBN 978-3-16-155778-1.